# Gymnocalycium mihanovichii
Gymnocalycium mihanovichii là một loài thực vật có hoa trong họ Cactaceae. Loài này được (Fric ex Gürke) Britton & Rose mô tả khoa học đầu tiên năm 1922.

## Hình ảnh

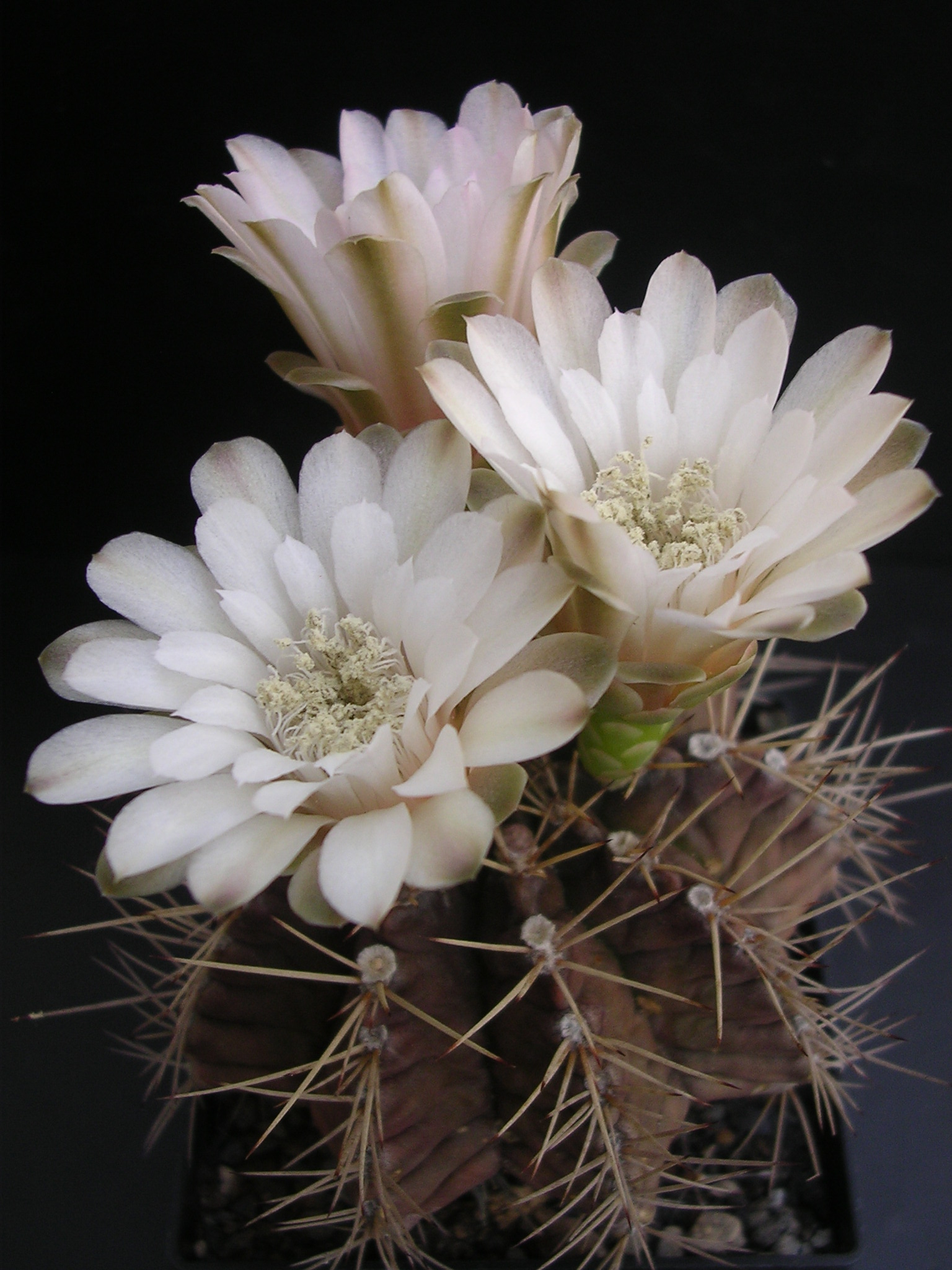
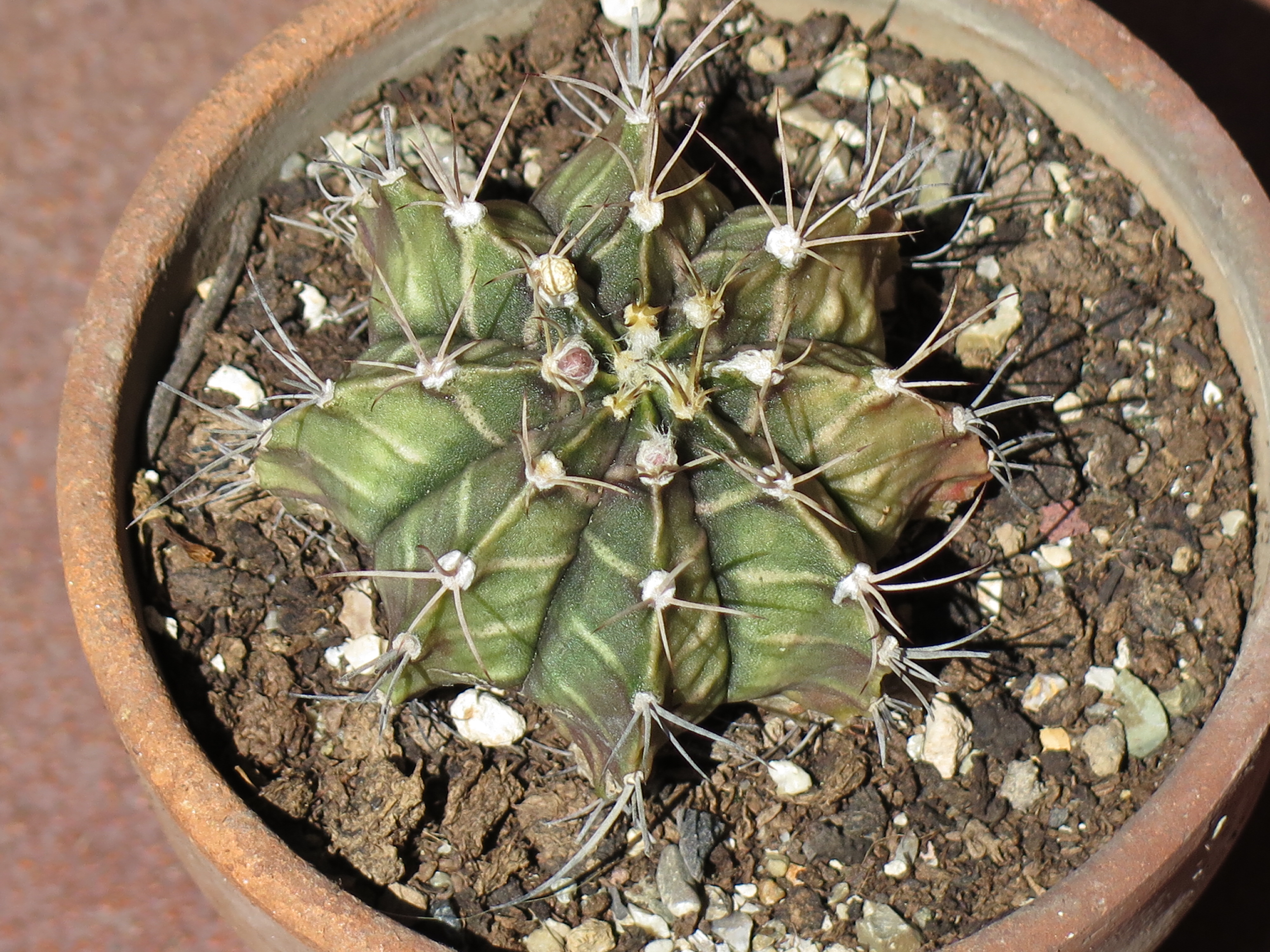
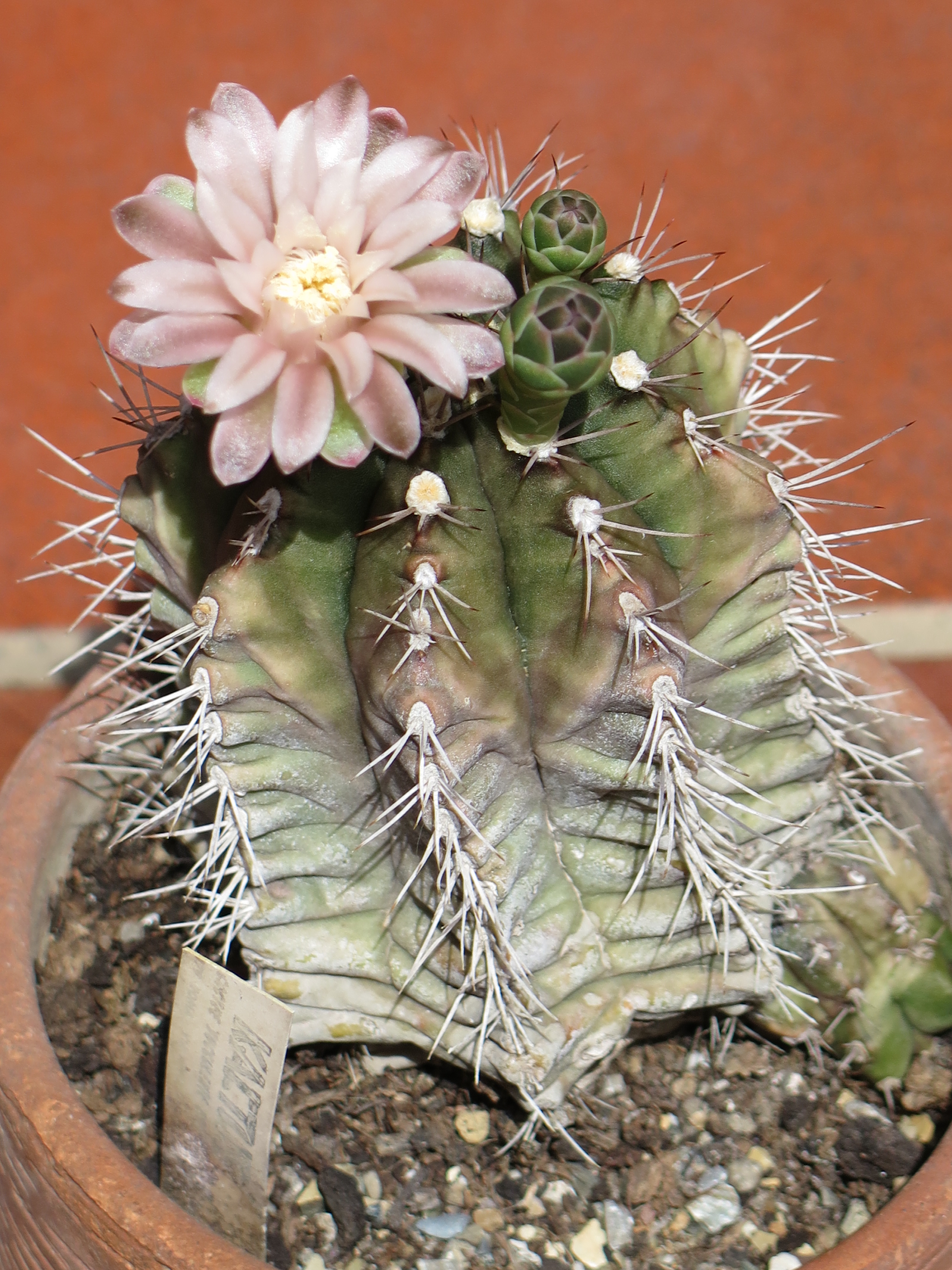
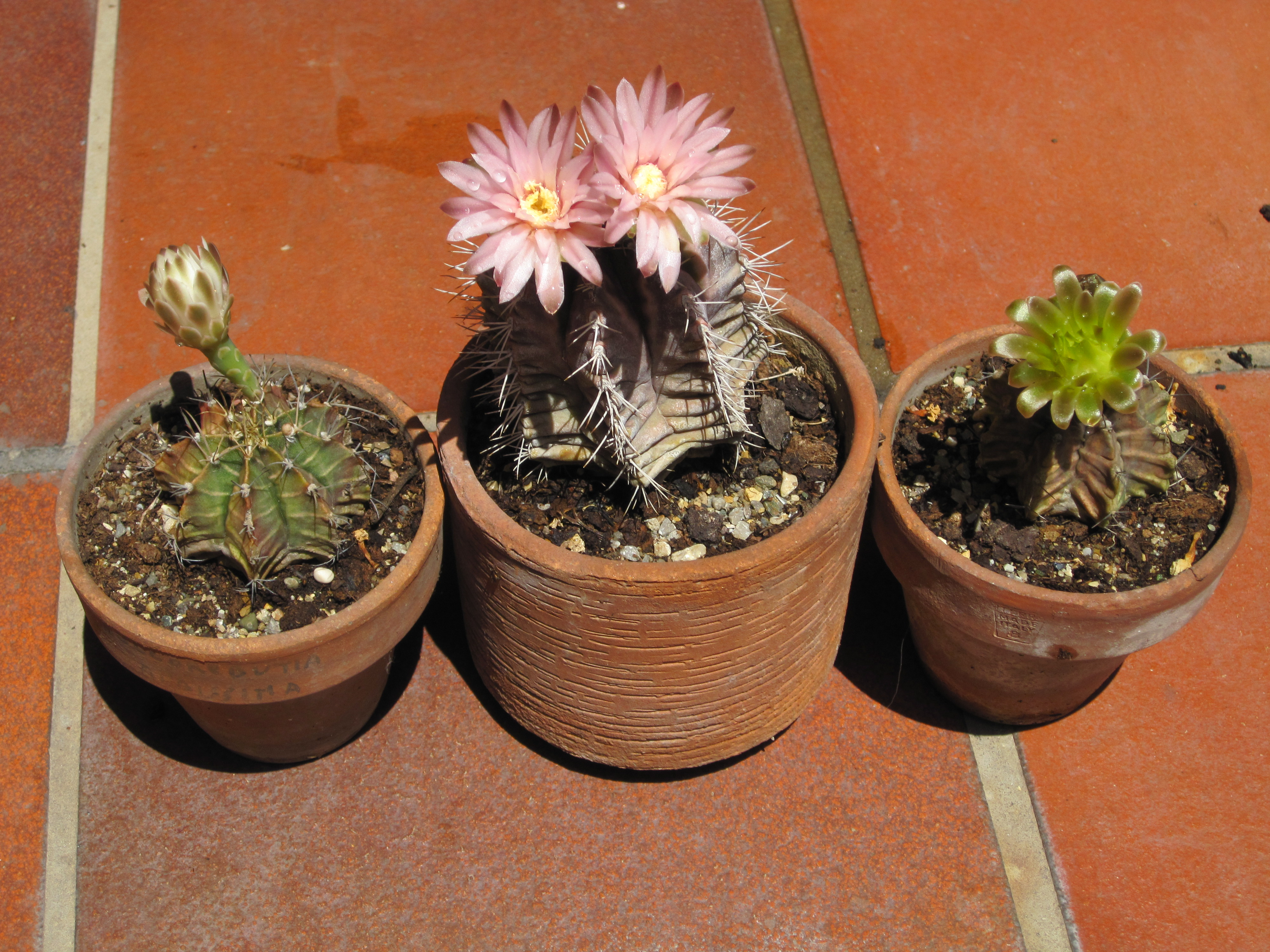
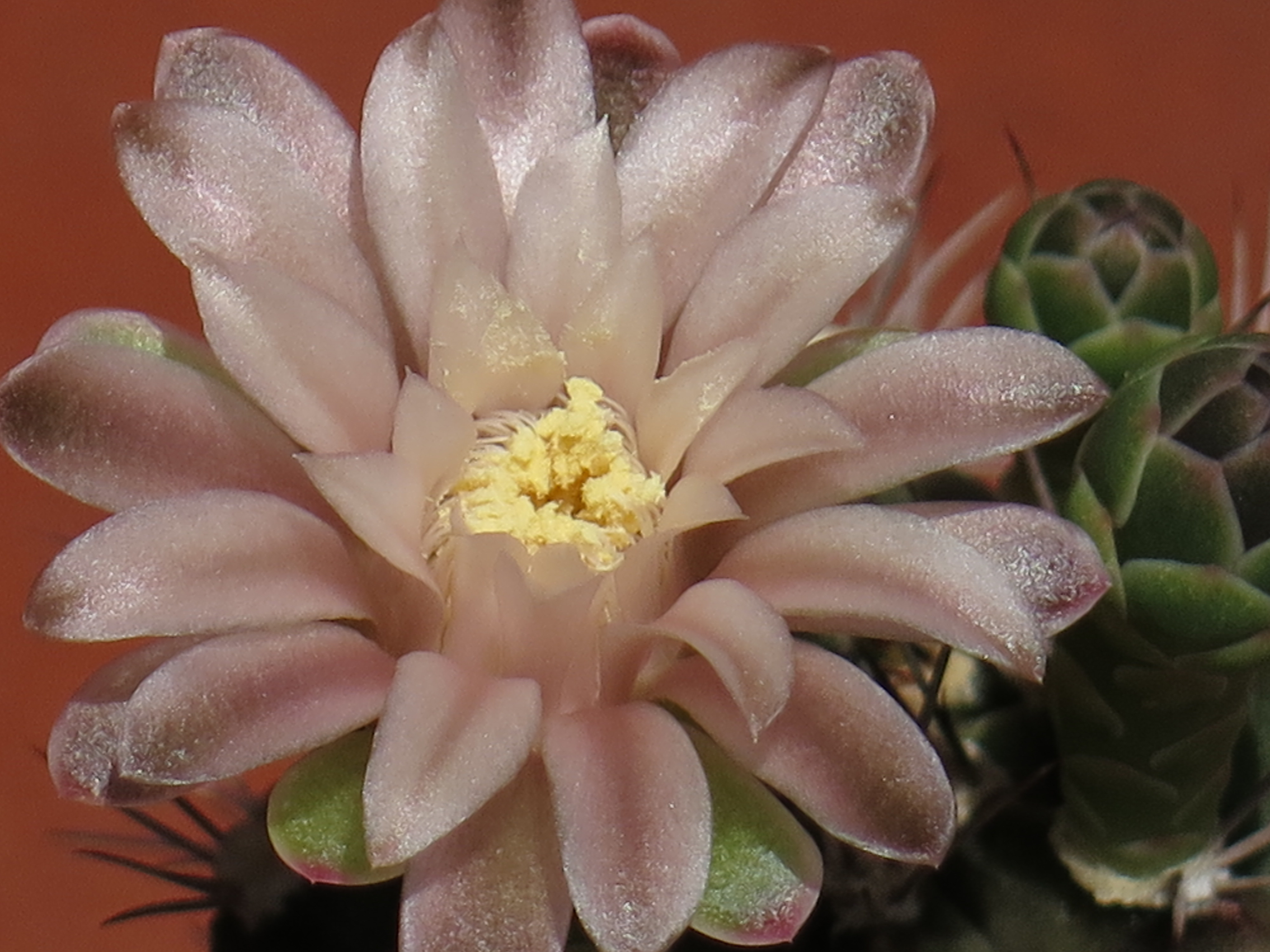
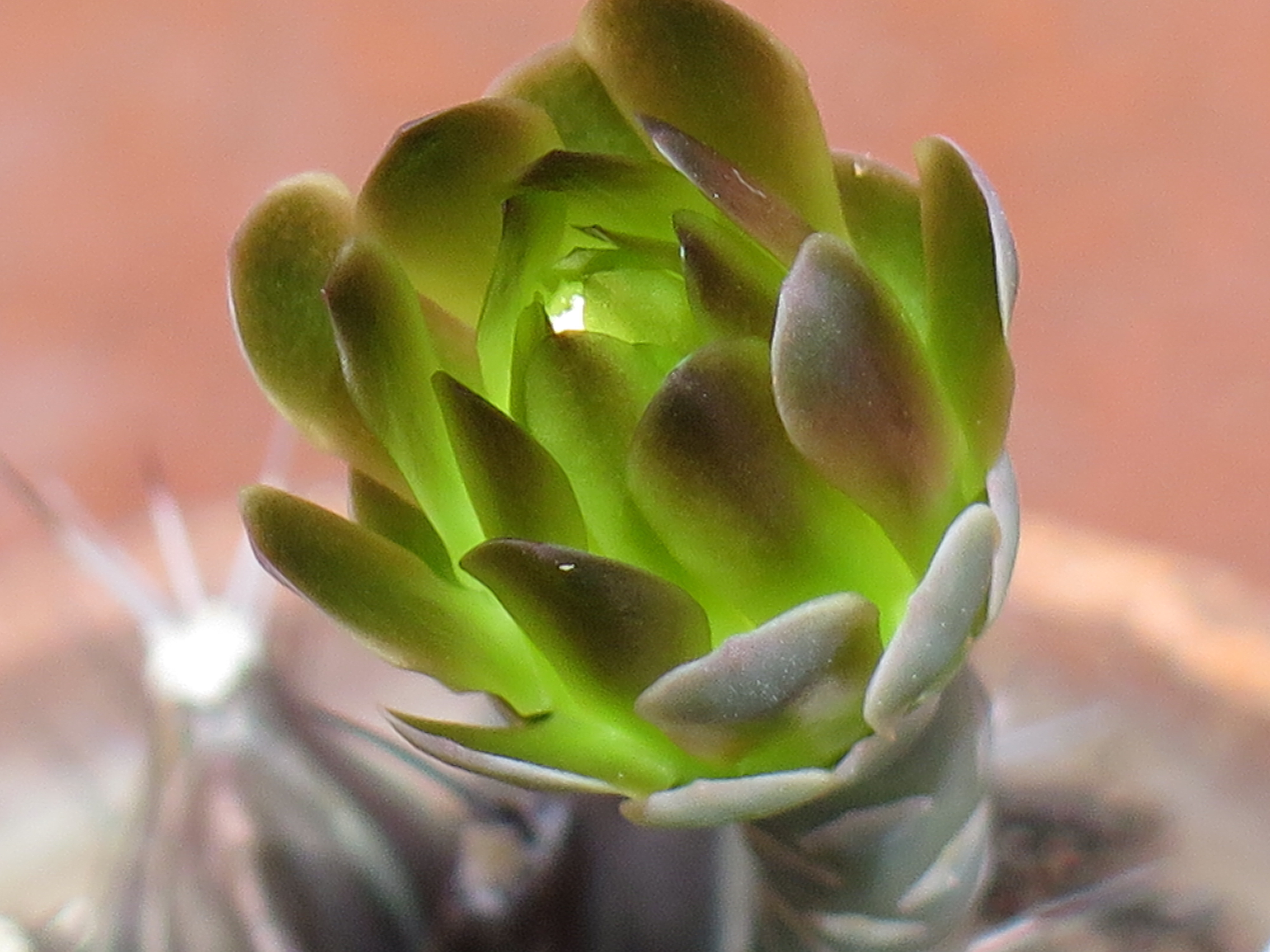
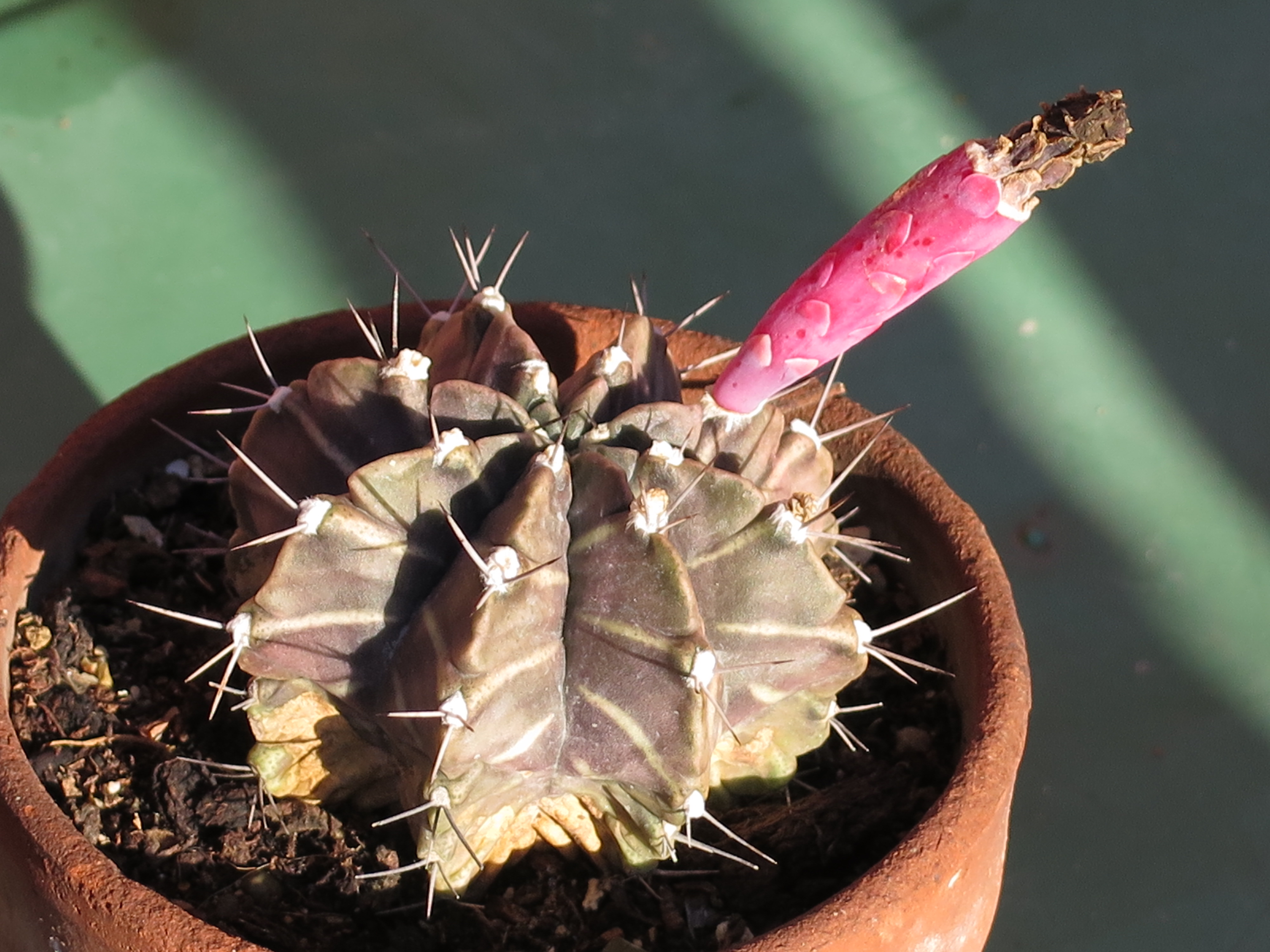
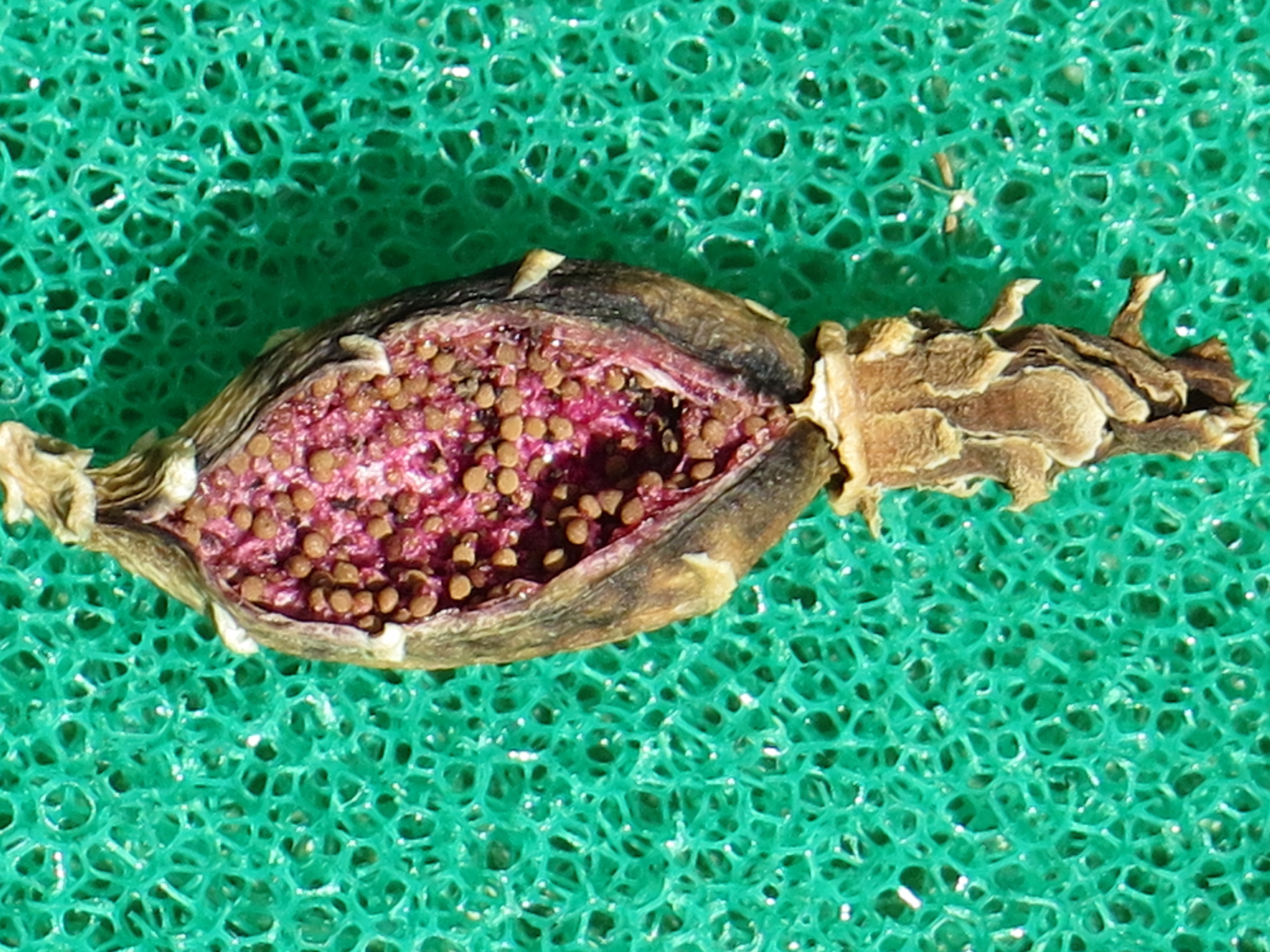
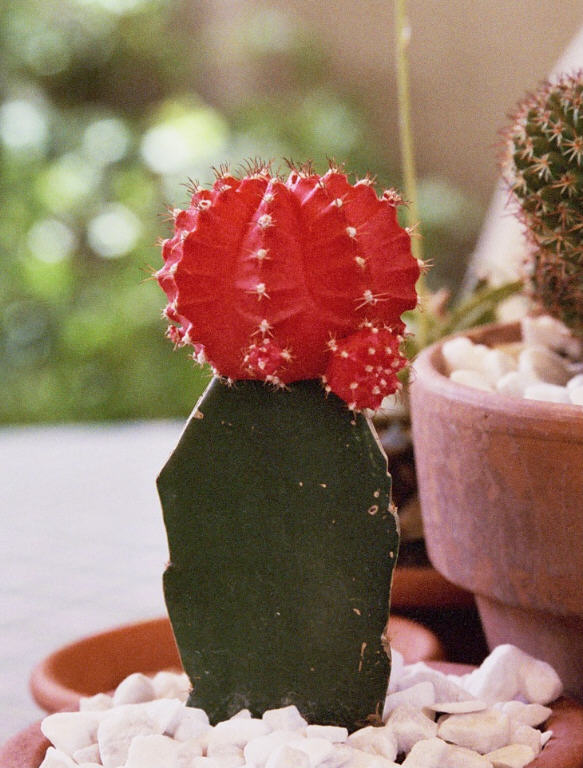
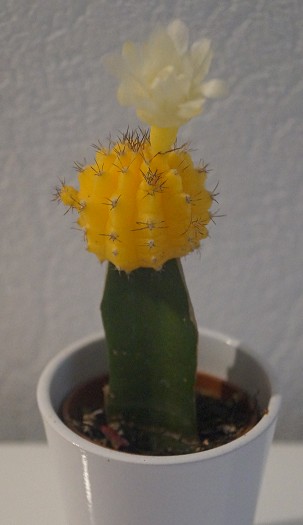
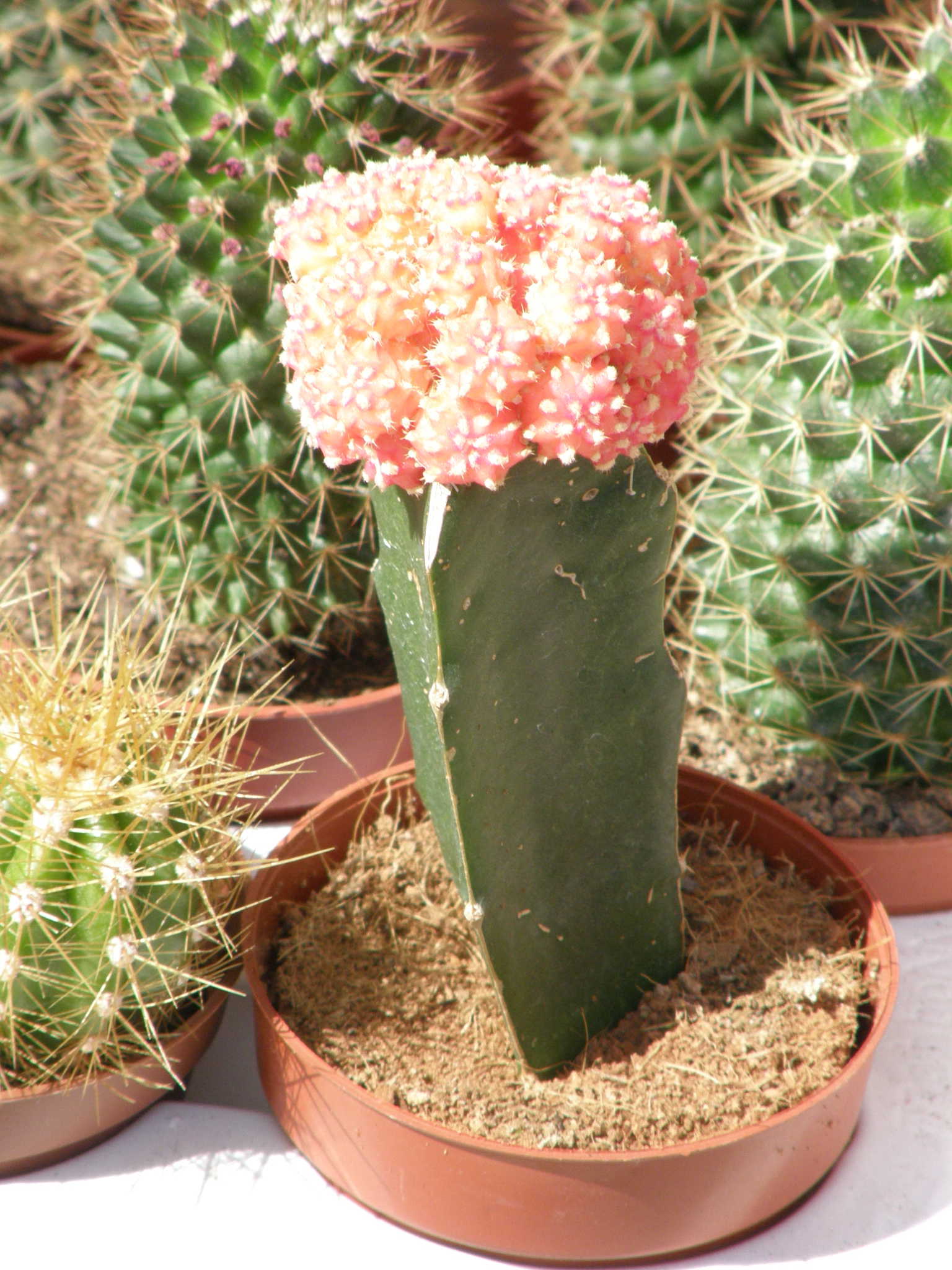
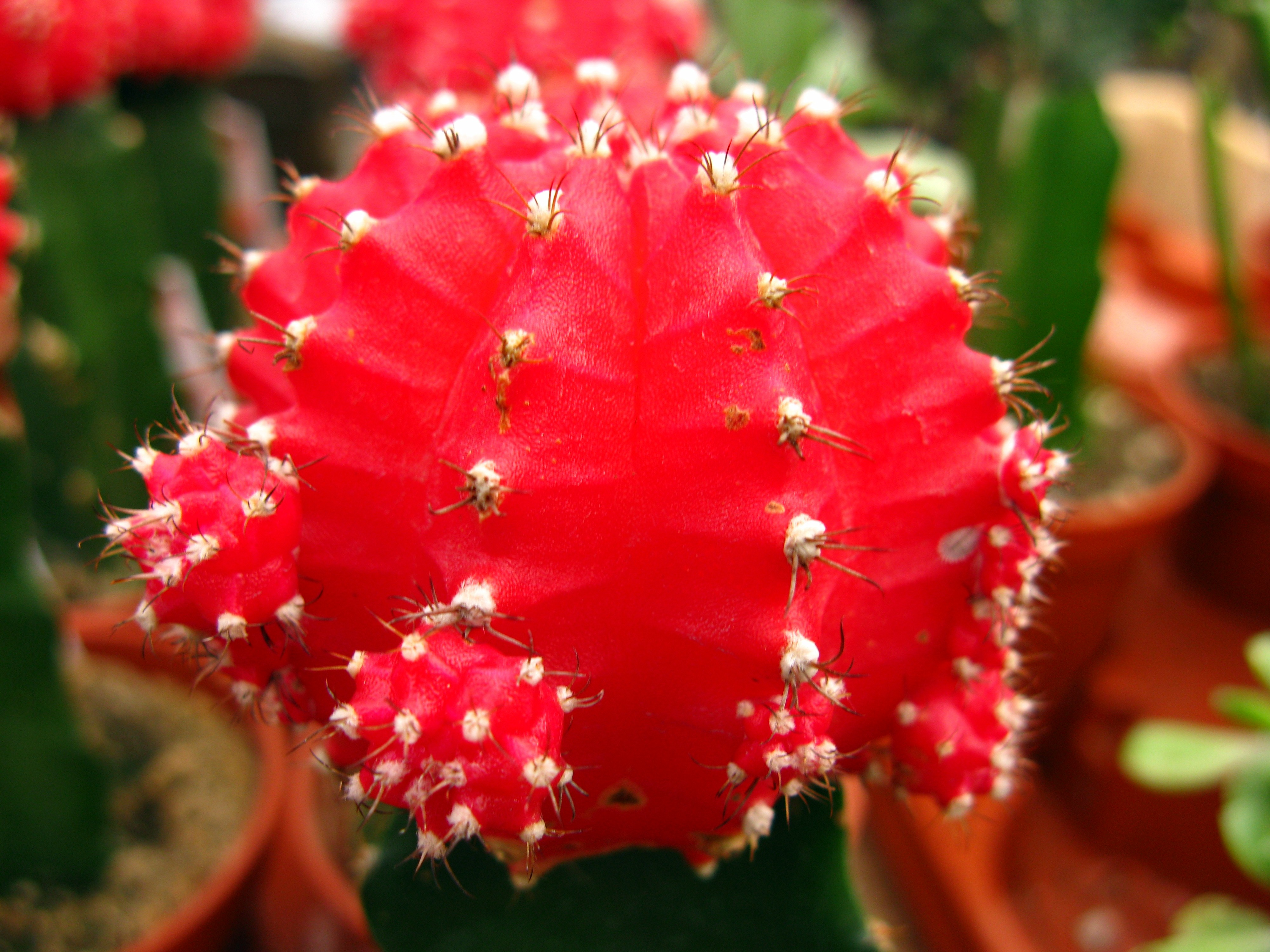